# 8202 Gooley
8202 Gooley este un asteroid din centura principală de asteroizi.

## Descriere
8202 Gooley este un asteroid din centura principală de asteroizi. A fost descoperit pe 11 februarie 1994 la Kitami de Kin Endate și Kazuro Watanabe. El prezintă o orbită caracterizată de o semiaxă mare de 2,92 ua, o excentricitate de 0,08 și o înclinație de 3,1° în raport cu ecliptica.